# بشیرلوی سفلی
بشیرلوی سفلی یک روستا در ایران است که در دهستان اجارود غربی واقع شده‌است. بشیرلوی سفلی ۳۸ نفر جمعیت دارد.